# La Sakhra

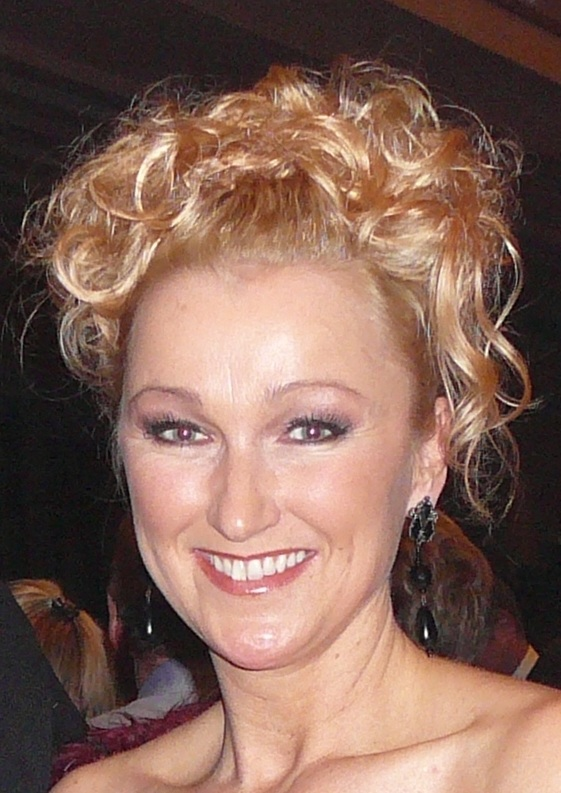
Zangeres Petra De Steur op het jaarlijks muziekevenement De Eregalerij op 7 februari 2013

La Sakhra, nome artístico de Petra Maria de Steur (Knesselare, 20 de junho de 1972) é uma cantora belga que tem participado em várias finais nacionais para o Festival Eurovisão da Canção:
- 1993.- Ga door (10º)
- 1999.- Diep in mijn huid (6º)
- 2006.- Wonderland como La Sakhra (2º)